# Liste von Persönlichkeiten der Stadt Solingen
Die Liste von Persönlichkeiten der Stadt Solingen enthält zunächst bedeutende Persönlichkeiten, die in Solingen geboren sind. Die Auflistung erfolgt chronologisch nach dem Geburtsjahr.
Im Anschluss erfolgt eine Auflistung von Menschen, die eine bedeutsame Verbindung zu Solingen haben, jedoch anderenorts geboren sind. Diese Liste ist ebenfalls chronologisch aufgebaut.

## In Solingen geboren

### Bis 1875
- Engelbert I. von Köln (1185/1186–1225), Erzbischof von Köln
- Johannes Clauberg (1622–1665), Theologe und Philosoph, Gründungsrektor an der Alten Universität Duisburg
- Frederick Kerseboom (Friedrich Kirschbaum) (1632–1690), Maler in Amsterdam, Paris, Rom und London
- Peter Arnold Mumm (1733–1797), Unternehmer, Weinhändler (daraus entstand später Sekt- und Champagner-Marke Mumm)
- Daniel Erhard Günther (1752–1834), Mediziner und Hochschullehrer an der Alten Universität Duisburg
- Johann Wilhelm Meigen (1764–1845), Insektenkundler, Spezialist für Zweiflügler
- Peter Weyersberg (1766–1829), deutscher Waffenfabrikant und Politiker
- Vinzenz Joseph Deycks (1768–1850), Justizrat und Notar, Bürgermeister von Opladen (1811–1815)
- Ferdinand Jagenberg (1794–1871), Papierfabrikant und Politiker
- Peter Knecht (1798–1852), Waffenfabrikant und -händler, geboren auf Gut Schlicken bei Solingen
- Gustav Weyersberg (1798–1865), deutscher Waffenfabrikant und Politiker
- Gottlieb Kyllmann (1803–1878), Gutsbesitzer, Kreisdeputierter und Landrat
- Karl Mager (1810–1858), Schulpädagoge, Schulpolitiker, Literatur- und Sprachwissenschaftler
- Ludwig Neuhaus (1810–1861), Mitglied der Preußischen Nationalversammlung
- Carl Adams (1811–1849), Mathematiker und Lehrer
- Max Goebel (1811–1857), reformierter Theologe
- Friedrich Forberg (1816–1883), Musiklehrer und Komponist in Düsseldorf
- Friedrich August de Leuw (1817–1888), Landschafts- und Vedutenmaler in Düsseldorf
- Emil Langen (1824–1870), Ingenieur und Unternehmer
- Friedrich Albert Lange (1828–1875), Philosoph, Theologe, Ökonom
- Albert Bierstadt (1830–1902), deutsch-US-amerikanischer Landschaftsmaler
- Gustav Coppel (1830–1914), Stahlwaren- und Waffenfabrikant, Politiker und Mäzen, Ehrenbürger von Solingen (1908)
- Gustav Adolf Amberger (1831–1896), Maler und Grafiker
- Jacob Hilgers (1834–1880), Gründer von Stahlbau Hilgers in Rheinbrohl
- Walter Kyllmann (1837–1913), Architekt
- Carl Ruß (1838–1925), Inhaber der Schweizer Schokoladenfabrik Suchard, Ehrenbürger der Stadt Wald
- Karl Custodis (1844–1925), Politiker und Reichstagsabgeordneter
- Robert Krups sen. (1848–1916), Gründer des Unternehmens Krups Haushaltsgeräte
- Carl Klönne (1850–1915), Bankier
- Georg Keßler (1851–1910), preußischer Verwaltungsbeamter
- Louis Sabin (1851–1914), Teilhaber Bonsa-Werke, Reichstagsabgeordneter
- Ernst Otto Beckmann (1853–1923), Chemiker, Direktor Kaiser-Wilhelm-Institut
- Paul Herz (1854–1930), Rechtswissenschaftler, Professor für Völkerrecht an der Marineakademie Kiel, Geheimer Admiralitätsrat
- Rudolf Cronau (1855–1939), Maler, Schriftsteller, Kunst- und Kulturhistoriker
- Richard Gertenbach (1857–1929), Kommunalpolitiker, langjähriger Bürgermeister von Lüttringhausen
- Walther Schulte vom Brühl (1858–1921), Schriftsteller
- Wilhelm Arntz (1861–1942), Mitglied des Nassauischen Kommunallandtages
- Albert Weyersberg (1861–1937), Industrieller und Heimatforscher
- Wilhelm Hartkopf (1862–1918), Genre- und Porträtmaler der Düsseldorfer Schule
- Friedrich Birkendahl (1864–1933), Bürgermeister in Herborn und Mitglied des nassauischen Landtags
- Alexander Coppel (1865–1942), Jurist und Unternehmer, Opfer des Nationalsozialismus
- Robert Engels (1866–1926), Maler, Graphiker, Lithograf, Kunstgewerbler und Kunstprofessor
- Wilhelm Leven (1867–1929), Journalist, Politiker (SPD, USPD)
- Ernst Woltmann (1868–1932), Politiker, Aufsichtsrat SBV Solingen
- Julius Bolthausen (1868–1947), Lehrer und Reiseunternehmer
- Ernst Everts (1868–1952), Komponist und Sänger
- Lars Sommerfeld (1870–1910), Physiker und Pädagoge
- Ludwig Woltmann (1871–1907), Anthropologe, Zoologe und Neukantianer

### 1876–1900
- Arthur Moeller van den Bruck (1876–1925), völkisch-nationalistischer Publizist
- Peter Witte (1876–1949), Unternehmer und Heimatdichter
- Karl Mummert (1879–1964), Maler
- Josef Weiser (1881–1964), Politiker (Zentrum), Reichstagsabgeordneter und Textilkaufmann
- Wilhelm Dörr (1882–1954), Ingenieur, Luftschiffkonstrukteur und Politiker (DemP, FDP)
- Wilhelm Krabbe (1882–1961), Germanist, Musikwissenschaftler, Bibliothekar
- Erich vom Bruch (1885–1933), Jurist, Bürgermeister der Stadt Leer
- Rudolf Klophaus (1885–1957), Architekt verschiedener Gebäude im Hamburger Kontorhausviertel
- Eugen Altenberg (1886–1965), Maler der Düsseldorfer Schule
- Paul Bourfeind (1886–1968), Autor
- Hermann Meyer (1887–1943), Ministerialbeamter und Politiker (SPD)
- Robert Krups jun. (1887–1950), Bürgermeister der Stadt Neuwied
- Karl Müller (1890–1968), Politiker (SPD), Mitglied des Landtags Nordrhein-Westfalen
- Karl Küll (1891–1969), Gewerkschafter und Politiker (KPD)
- Albert Müller (1891–1951), Kommunist und Politiker (KPD), Oberbürgermeister von Solingen (1946)
- Rudolf Picard (1891–1976), Lehrer und Mundartforscher, Ehrenringträger (1969)
- Rudolf Brückmann (1891–1964), Politiker (NSDAP), Oberbürgermeister von Solingen (1937–1945)
- Paul Claasen (1891– um 1986), Kommunist und Widerstandskämpfer gegen den Nationalsozialismus
- Mathilde Klose (1892–1942), Gewerkschafterin (SPD, KPD, RGO)
- Fritz Hülsmann (1894–1949), Maler
- Paul Schmeck (1894–1976), Politiker (CDU), Ehrenringträger (1971)
- Paul Voss (1894–1976), Designer
- Paul Franken (1894–1944), sozialistischer Politiker, Stalinismus-Opfer (SPD)
- Erich Orthmann (1894–1945), Dirigent
- Carl Hartmann (1895–1969), Tenor
- Oskar Rieß (1895–1957), Politiker (SPD), Oberbürgermeister von Solingen (1945)
- Karl Allmenröder (1896–1917), Jagdflieger im Jagdgeschwader Richthofen, Träger des Ordens Pour le Mérite
- Ewald Flamme (1896–1962), Politiker (SPD), Mitglied des Landtages von Nordrhein-Westfalen
- Karl Julius Joest (1896–1975), Maler
- Ernst Busse (1897–1952), Politiker (KPD, SED), Reichstagsabgeordneter und thüringischer Innenminister
- Willi Deutzmann (1897–1958), Maler und Graphiker, Kunstmuseum Solingen
- Karl Josef Georg Busemann (1897–1966), Journalist, Redakteur der Frankfurter Neuen Presse
- Wilhelm Schaaf (1897–1976), Manager der Automobil- und Rüstungsindustrie
- Carl Clauberg (1898–1957), Gynäkologe, der als SS-Arzt massenhafte Zwangssterilisationen an KZ-Häftlingen vornahm
- Ernst Höpp (1898–1986), Maler und Zeichner, Ehrenringträger Solingen (1983)
- Heinrich Fassbender (1899–1971), Politiker (NPD)
- Hans Erich Hollmann (1899–1960), Physiker und Radarpionier
- Werner Bickenbach (1900–1974), Geburtshelfer und Gynäkologe
- Hermann Friedrich Gräbe (1900–1986), Ingenieur und leitender Angestellter; rettete von 1942 bis 1944 mehreren hundert Juden das Leben
- Franz Albert Kramer (1900–1950), Journalist und Publizist, Gründer der Wochenzeitung Rheinischer Merkur
- Karl Müller (1900– nach 1950), Politiker (SPD), Mitglied des Landtags Schleswig-Holstein
- Werner Saam (1900–1960), Pianist, Chorleiter und Dirigent
- Paul Jagenberg (1900–1979), Papierindustrieller (Papiermühle Solingen) und Kunstmäzen

### 1901–1925
- Curt Beckmann (1901–1970), Bildhauer
- Willy Borberg (1901–1966), deutsch-US-amerikanischer Ingenieur
- Heinrich Schroth (1902–1957), Politiker (SPD), Mitglied des Landtags von Nordrhein-Westfalen
- Josef Dahmen (1903–1985), Theater- und Filmschauspieler
- Elvira Erdmann (1903–1976), Theater- und Filmschauspielerin
- Heinz P. Kemper (1903–1998), Industriemanager, Vorstandsvorsitzender der Stinnes AG und der VEBA AG
- Joseph Pütz (1903–1982), Politiker (CDU), Landtagsabgeordneter, Landesminister, Ehrenringträger (1964)
- Kurt Schwippert (1903–1983), Bildhauer
- Karl Adolphs (1904–1989),  Politiker (KPD, SED) und Funktionär
- Albert Buske (1904–1980), Architekt und Designer
- Trude Cornelius (1906–1981), Kunsthistorikerin und Denkmalpflegerin
- Adolf Eichmann (1906–1962), SS-Obersturmbannführer und als Leiter des Referats Auswanderung und Räumung eine zentrale Figur für die Deportation von mehr als vier Millionen Juden
- Walter Henkels (1906–1987), Journalist und Buchautor
- Carl Pott (1906–1985), Besteckfabrikant und Industriedesigner
- Ludwig Hoelscher (1907–1996), Cellist; debütierte 1936 bei den Berliner Philharmonikern unter Furtwängler
- August Preusse (1908–1942 gefallen), Maler und Graphiker, Kunstmuseum Solingen, Kulturpreis Solingen (1981 posthum)
- Anneliese Everts (1908–1967), Malerin und Grafikerin
- Friedrich Eugen Engels (1909–1994), Sänger
- Ernst Walsken (1909–1993), Maler, dessen Bilder zu den wenigen erhaltenen künstlerischen Dokumenten aus Konzentrationslagern der Nazizeit gehören, Ehrenringträger (1986)
- Kurt Henkels (1910–1986), Orchesterleiter, Komponist
- Samuel Rothenberg (1910–1997), Pfarrer, Dichter und Komponist
- Georg Meistermann (1911–1990), Maler, Schöpfer zahlreicher sakraler und profaner Glasfenster
- Walter Sax (1912–1993), Rechtswissenschaftler und Hochschullehrer
- Werner Stamm (1912–1993), Komponist; schrieb unter anderem das Lied Wenn das Wasser im Rhein goldner Wein wär’ und die Operette Zeltinger Himmelreich
- Otto Voos (1912–1987), Politiker (CDU), zweimaliger Oberbürgermeister von Solingen (1961–1964, 1975–1976), Ehrenringträger (1971)
- Herbert Rafflenbeul (1912–2001), Organist und Chordirigent, Kulturpreisträger (1992)
- Bernhard Boll (1913–1968), Verleger, Ehrenringträger (1968 posthum)
- Ulrich Goerdeler (1913–2000), Politiker (CDU), Landtagsabgeordneter in Niedersachsen
- Richard Balken (1914–1995), Diplomat
- Ernst Buschmann (1914–1996), Politiker MdL (KPD, DKP), Widerstandskämpfer in Spanien und Frankreich
- Hans-Joachim Becke (1915–2000), Brigadegeneral des Heeres der Bundeswehr, geboren im Ortsteil Burg
- Jürgen Thorwald (1915–2006), Pseudonym von Heinz Bongartz, Autor populärwissenschaftlicher Darstellungen
- Paul Krings (1917–1985), Politiker (SPD), Landtagsabgeordneter, Ehrenringträger (1985)
- Günther Kissel (1917–2011), Bauunternehmer
- Emmi Hagen (1918–1968), Medizinerin
- Christel Rupke (1919–1998), Sportlerin (Schwimmen), Olympiateilnehmerin (1936 Berlin)
- Walter Scheel (1919–2016), Politiker (FDP), Bundesminister, Bundespräsident (1974–1979), Ehrenbürger von Solingen (1976)
- Claus Müller (1920–2008), Mathematiker und Hochschullehrer
- Wolfgang Weischet (1921–1998), Geograph und Klimatologe
- Ilse Hollweg (1922–1990), Sopranistin
- Wilhelm Jung (1922–2008), Kunsthistoriker und Konservator
- Herbert Schade (1922–1994), Sportler (Leichtathletik), Olympiadritter (1952 Helsinki) über 5.000 Meter
- Georg Schlößer (1922–2000), Politiker (CDU), Oberbürgermeister von Solingen (1976–1984), Ehrenringträger (1977)
- Aenne Franz (1923–2023), Mundartschriftstellerin
- Alfons Holte (1923–2013), Sänger
- Gertrud Kortenbach (1924–1960), Bildhauerin
- Herbert Schriefers (1924–2012), Mediziner und Biochemiker
- Paul Süß (1924–1999), Radrennfahrer

### 1926–1950
- Robert Bach (1926–2010), evangelischer Theologe und Hochschullehrer
- Edwin Wolfram Dahl (1928–2015), Schriftsteller
- Klaus Oehler (1928–2020), Philosoph
- Rudolf Wiethölter (1929–2024), Rechtswissenschaftler
- Heinz Kimmerle (1930–2016), Philosoph
- Ulrich Bach (1931–2009), evangelischer Theologe
- Heinz Dunkel (1931–2002), Politiker (SPD), Oberbürgermeister von Solingen (1964–1972), Landtagsabgeordneter, Ehrenringträger (2001)
- Theo Meyer (1932–2007), Germanist und Schriftsteller
- Wilhelm Höynck (1933–2025), Diplomat
- Jürgen Palm (1935–2006), Diplom-Sportlehrer, Sportfunktionär, Mitbegründer der Trimm-Dich-Bewegung
- Werner Hollweg (1936–2007), Operntenor
- Manfred Böhmer (1936–2016), Sportfunktionär und Unternehmer
- Peter Haanen (1936–2021), Theologe und Publizist
- Wilhelm Wittenbruch (1936–2024), Pädagoge, Erziehungswissenschaftler
- Egon Evertz (* 1936), Unternehmer, Autorennfahrer, Musiker und Schachspieler, Ehrenringträger (2013)
- Horst Görtz (* 1937), IT-Unternehmer
- Horst Gräf (* 1937), Jurist, Staatssekretär im Land Brandenburg
- Bettina Heinen-Ayech (1937–2020), Malerin
- Hansjoachim Henning (1937–2021), Wirtschafts- und Sozialhistoriker
- Manfred Weck (1937–2023), Ingenieur und Hochschullehrer
- Günter Weil (* 1937), Radrennfahrer
- Klaus Lehnertz (* 1938), Sportler (Leichtathletik), Olympiadritter (1964 Tokio) im Stabhochsprung
- Adolf Weil (1938–2011), erfolgreichster Motocrossfahrer der Bundesrepublik Deutschland
- Lilli Engel (1939–2018), Malerin und Installationskünstlerin
- Pina Bausch (1940–2009), Tänzerin, Choreographin und Leiterin des gleichnamigen Tanztheaters in Wuppertal
- Rolf Francke (* 1940), Kaufmann und Politiker (CDU), Mitglied der Hamburgischen Bürgerschaft
- Christoph Wolff (* 1940), Musikwissenschaftler (Bach-Forscher und Direktor des Bach-Archivs Leipzig), Autor und Ordinarius für Musikwissenschaft an der Harvard University
- Franz Leinfelder (* 1941), Maler und Bildhauer
- August Dahl (* 1942), evangelischer Pfarrer und Friedensaktivist
- Walter Gontermann (* 1942), Schauspieler
- Michael Wolff (* 1942), Philosoph, Bruder von Christoph Wolff
- Ulay (1943–2020), eigentlich Frank Uwe Laysiepen, Performancekünstler
- Manfred Melzer (1944–2018), römisch-katholischer Geistlicher und Weihbischof im Erzbistum Köln
- Wolf Weber (* 1946), Politiker (SPD), niedersächsischer Sozialminister und Justizminister
- Hermann-Josef Frisch (* 1947), Schriftsteller und römisch-katholischer Priester
- Ernst Martin Walsken (* 1947), Politiker (SPD) und Manager
- Wolfgang Schmitz (* 1948), Journalist und Redakteur
- Sylvie von Frankenberg (* 1949), Autorin
- Klaus Hollmann (* 1949), Brigadegeneral
- Gertrud Schilling (* 1949), Politikerin (Grüne)
- Christoph Schmitz-Scholemann (* 1949), Jurist, Richter am Bundesarbeitsgericht, Autor und Übersetzer
- Bernd Hackländer (1950–2001), Hörspielautor

### 1951–1975
- Hans-Joachim Freund (* 1951), Chemiker, Direktor am Fritz-Haber-Institut der Max-Planck-Gesellschaft
- Eva Herlitz (1952–2021), Autorin, Initiatorin der Aktivitäten rund um die Buddy Bären
- Michael Schade (* 1952), Sprecher der Geschäftsführung der Bayer 04 Leverkusen Fußball GmbH
- Lutz Förster (* 1953), deutscher Tänzer und Tanzpädagoge
- Thomas Stamm-Kuhlmann (* 1953), Historiker, Hochschullehrer und Kommunalpolitiker
- Achim Bertenburg (* 1954), Maler
- Renate Franz (* 1954), Journalistin und Autorin
- Martin Maria Krüger (* 1954), Musiker
- Ulrich Uibel (1954–2020), Politiker (SPD), Oberbürgermeister von Solingen (1997–1999)
- Hans-Peter Reichl (* 1955), deutscher Segler
- Charlotte Schubert (* 1955), Alt- und Medizinhistorikerin
- Wolfgang Schwerk (* 1955), Ultramarathon-Läufer
- Ansgar Krause (* 1956), Konzertgitarrist, Arrangeur, Professor im Fach Gitarre
- Michael Lesch (* 1956), Schauspieler
- Christian Rannenberg (* 1956), Blues- und Boogie-Pianist
- Lutz Becker (* 1957), Professor in Köln und Wirtschaftspublizist
- Jochen Hülder (1957–2015), Manager der Toten Hosen und Geschäftsführer von JKP
- Andreas Kaufmann (* 1957), Schauspieler und Autor
- Imogen Kimmel (* 1957), Regisseurin und Autorin
- Iris Preuß-Buchholz (* 1957), Politikerin (SPD)
- Andreas Schäfer (* 1957), Regisseur und Autor
- Wilfried Wurth (1957–2019), Physiker und Hochschullehrer
- Claudia Dörr-Voß (* 1959), Verwaltungsjuristin und politische Beamtin, Staatssekretärin
- Norbert Lossau (* 1959), Wissenschaftsjournalist
- Harry Rag (* 1959), Filmemacher und Musiker
- Bodo Uebber (* 1959), Manager
- Jörg Föste (* 1960), Unternehmer, Geschäftsführer des Bergischen HC (Handball)
- Stephan Ullrich (* 1960), Schauspieler
- Dirk S. Greis (* 1961), Schauspieler
- Timotheus Höttges (* 1962), Manager, Vorstandsmitglied der Deutschen Telekom
- Hans Kieseier (1962–2023), Schauspieler und Regisseur
- Peter Kohl (* 1962), Journalist und Sportmoderator
- Michael Stollwerk (1962–2023), Theologe, Unternehmensberater und Publizist
- Beate Battenfeld (* 1963), Historikerin (BGV), Heimatforscherin
- Marc Pitzke (* 1963), Journalist
- Stefan Brangs (* 1964), Politiker (SPD), Gewerkschafter, Staatssekretär im Sächsischen Staatsministerium für Wirtschaft, Arbeit und Verkehr
- Clemens Breuer (* 1964), katholischer Theologe
- Richard David Precht (* 1964), Philosoph und Germanist, Schriftsteller, Publizist
- Jörg Schneider (* 1964), Wirtschaftsingenieur und Politiker, Mitglied des Deutschen Bundestages
- Jörg Schönenborn (* 1964), Journalist, Chefredakteur des WDR-Fernsehens
- Veronica Ferres (* 1965), Schauspielerin
- Peter Issig (* 1965), Jazzbassist und Videokünstler
- Inès Keerl (* 1965), Drehbuchautorin
- Holger Mertens (* 1965), Denkmalpfleger, Landeskonservator von Westfalen-Lippe
- Bernd Schneider (* 1965), Deutscher Meister im Schach
- Ansgar Zerfaß (* 1965), Kommunikations- und Medienwissenschaftler
- Marc Rath (* 1966), Journalist
- Jens Josef (* 1967), Komponist, Flötist und Hochschullehrer
- Sebastian Thrun (* 1967), Professor an der Stanford University, Gründer der Online-Universität Udacity
- Matthias Hornschuh (* 1968), Filmkomponist und Urheberrechts-Aktivist
- Dietmar Hübner (* 1968), Philosoph, Hochschullehrer für praktische Philosophie
- Jens Weidmann (* 1968), Volkswirt und ehemaliger Präsident der Deutschen Bundesbank
- Julia Obertreis (1969–2023), Historikerin und Hochschullehrerin
- Iris Hoppe (* 1970), Künstlerin
- Jörg Müller-Lietzkow (* 1970), Wirtschafts- und Kommunikationswissenschaftler, Hochschullehrer
- René Hamann (* 1971), Schriftsteller
- Ulrike Demmer (* 1973), Journalistin und stellvertretende Regierungssprecherin
- Michael van den Bogaard (* 1974), Fotograf
- Jan Buchwald (1974–2019), Opernsänger (Bariton)
- Michael Höveler-Müller (* 1974), Ägyptologe, Museumsleiter und Autor
- Christian Graw (* 1975), Jurist, Richter am Bundesfinanzhof
- Marco Matias (* 1975), deutsch-portugiesischer Sänger

### Ab 1976
- Daniel Niedzkowski (* 1976), Fußballtrainer
- Nadine Schemmann (* 1977), Illustratorin und Designerin
- Arndt Breitfeld (* 1978), Fernsehjournalist und Moderator
- Tim Kurzbach (* 1978), Politiker (SPD), Oberbürgermeister von Solingen (ab 2015)
- Panagiota Petridou (* 1979), Fernsehmoderatorin
- Daniel Etter (* 1980), Fotojournalist und Autor
- Christian Volkmar Witt (* 1980), evangelischer Theologe
- Gerrit Jansen (* 1981), Schauspieler, Träger des Nestroy-Theaterpreises
- Özlem Özgül Dündar (* 1983), Autorin und Übersetzerin
- Fahriye Evcen (* 1986), Schauspielerin
- Kai Gronauer (* 1986), Baseballspieler und -trainer
- Yazgülü Zeybek (* 1986), Politikerin (Bündnis 90/Die Grünen)
- Lisa Santrau (* 1987), Illustratorin und Autorin
- Jessica Mager (* 1988), Sportschützin, Olympiateilnehmerin (2012 London)
- Kristian Nippes (* 1988), Handballspieler
- Ben Dahlhaus (* 1989), Schauspieler und Model
- Marc Lembeck (* 1989), Pararuderer, Teilnehmer Paralympics (2024 Paris)
- Kevin Kampl (* 1990), slowenischer Fußballspieler
- Marco Königs (* 1990), Fußballspieler
- Christoph Kramer (* 1991), Fußballspieler, Weltmeister (2014 Brasilien)
- Liont (* 1992), YouTube-Aktivist und Sänger
- Topic (* 1992), DJ und Musik-Produzent
- Alina-Bianca Alli Neumann (* 1995), Schauspielerin und Sängerin
- Colin Ugbekilé (* 1999), Eishockeyspieler
- Adrian Stanilewicz (* 2000), Fußballspieler

## Mit Solingen verbunden

### Bis 1900
- Wilhelm von Voss (1784–1818), preußischer Verwaltungsbeamter und Landrat von Solingen
- Friedrich Hermann de Leuw (1792–1861), Obermedizinalrat und Augenarzt
- Otto von Bismarck (1815–1898), Politiker, Ministerpräsident, Bundeskanzler, Reichskanzler, Ehrenbürger von Solingen (1895)
- Karl Friedrich Melbeck (1816–1891), Politiker, Landrat von Solingen, Ehrenbürger von Solingen (1886)
- Philipp Schmitz (1824–1887), Kunstmaler, Malkasten Düsseldorf („Solinger Achenbach“)
- Georg Schumacher (1844–1917), sozialdemokratischer Reichstagsabgeordneter (1884–1898) und Stadtverordneter in Solingen
- Friedrich Haumann (1857–1924), Kommunalpolitiker, erster Oberbürgermeister von Solingen (1894–1896)
- August Dicke (1859–1929), Kommunalpolitiker, zweiter Oberbürgermeister von Solingen (1896–1928), Ehrenbürger von Solingen (1929)
- Karl Vorländer (1860–1928), Philosoph, Pädagoge, Gymnasialprofessor (Gymnasium Schwertstraße)
- Julius Bernhardt (1860–1956), Pädagoge, Gymnasialprofessor (Gymnasium Schwertstraße), Historiker (BGV)
- Otto Jagenberg (1861–1937), Papierindustrieller (Papiermühle Solingen)
- Emil Kronenberg (1864–1954), Arzt, Schriftsteller, Politiker, Begründer Solinger Volkshochschule, Stadtbibliothek und Bethesda-Klinik
- Adolf Boge (1874–1952), Mitbegründer der Rheinischen Türschließerfabrik Boge & Kasten GmbH (BKS 1903) in Solingen
- Hermann Schmidhäußler (1875–1963), technischer Beigeordneter und kommissarischer Oberbürgermeister von Solingen (1928–1930)
- Gerhard Hebborn (1878–1967), Politiker (CDU), Oberbürgermeister von Solingen (1946–1948), Ehrenringträger (1964)
- Paul Woenne (1880–1952), Kunstgewerbelehrer
- Franz Kurek (1881–1977), Ingenieur, Werksleiter, Fachschuldirektor und Autor
- Walter Horn (1881–1967), Pädagoge und Astronom, Gründer Sternwarte Solingen
- Max Leven (1882–1938), Journalist, Redakteur, Kunstkritiker, NS-Opfer
- Carl Friedrich Goerdeler (1884–1945), Politiker (DNVP), Beigeordneter in Solingen (1912–1914), Widerstandskämpfer gegen den Nationalsozialismus
- Eugen Maurer (1884–1959), Politiker (SPD), Oberbürgermeister von Solingen (1948–1955)
- Josef Brisch (1889–1952), Politiker (SPD), zweimaliger Oberbürgermeister von Solingen (1930–1933, 1945–1946)
- Karl Theodor Haanen (1892–1965), Jurist, Kaufmann, Journalist, Autor und Fotograf
- Helmut Otto (1892–1974), Politiker (NSDAP), Oberbürgermeister von Solingen (1933–1937), kommissarischer Oberbürgermeister von Düsseldorf (1937–1939)
- Matthias Rudolf Vollmar (1893–1969), Beigeordneter in Solingen
- Karl Haberland (1893–1978), Politiker (SPD), Oberbürgermeister von Solingen (1955–1961), Ehrenringträger (1971)
- Hanns Heinen (1895–1961), Autor, Journalist und Lyriker
- Erna Rüppel (1895–1970), Kinderärztin und Holocaust-Überlebende
- Jenny Gusyk (1897–1944), Jüdin, Türkin und erste Studentin an der Universität zu Köln
- Heinz Risse (1898–1989), Schriftsteller, Kulturpreis Solingen (1974)
- Erwin Bowien (1899–1972), Autor und Maler, Zeichenlehrer Gymnasium Schwertstraße
- Gerhard Berting (1900–1963), Jurist und Verwaltungsbeamter, Oberstadtdirektor von Solingen (1946–1963)
- Karl Dörich (1900–1989), Architekt, Städteplaner, Stadtdirektor, Kulturpreis Solingen (1980)

### 1901–1950
- Richard Burckardt (1901–1981), Unternehmer, Politiker (FDP), Ehrenringträger (1971)
- Marita Gründgens (1903–1985), Schauspielerin, Sängerin
- Heinz R. Uhlemann (1903–2000), Kunsthistoriker, Deutsches Klingenmuseum
- Willi Dickhut (1904–1992), Parteifunktionär (KPD, MLPD), Gewerkschafter, Autor und Lokalpolitiker
- Lies Ketterer (1905–1976), Bildhauerin
- Heinz Rosenthal (1906–1973), Pädagoge (Gymnasium Schwertstraße), Historiker (BGV), Heimatforscher, Ehrenringträger (1973)
- Léopold Sédar Senghor (1906–2001), senegalesischer Dichter, Politiker, Präsident Senegal, Schärfste Klinge (1981, 4. Preisträger)
- Hubert Mallmann (1910–1994), Politiker (SPD), Landtagsabgeordneter, Ehrenringträger (1986)
- Bruno Kreisky (1911–1990), österreichischer Politiker, Bundeskanzler, Schärfste Klinge (1980, 3. Preisträger)
- Elisabeth Roock (1919–1995), Politikerin (SPD), Oberbürgermeisterin von Solingen (1973–1975), Ehrenringträgerin (1983)
- Kurt Lauterbach (1920–1993), Tenorbuffo und Komiker
- Wolfgang Meng (1920–2003), Maler, Graphiker, Kustos DKM, Kulturpreis Solingen (1992)
- Richard von Weizsäcker (1920–2015), Politiker (CDU), Bundespräsident, Schärfste Klinge (1982, 5. Preisträger)
- Max Kratz (1921–2000), Bildhauer, Kunstmuseum Solingen
- Werner Helbig (1922–1986), Politiker (FDP), Ehrenringträger (1971)
- Armin Alfermann (1924–1998), Journalist, Fotograf und Galerist
- Alfred Grosser (1925–2024), französischer Politikwissenschaftler, Publizist, Schärfste Klinge (1986, 6. Preisträger)
- Hans Karl Rodenkirchen (1926–2007), Grafiker, Designer, Künstler und Umweltaktivist, Kulturpreis Solingen (1997)
- Gerd Kaimer (1926–2016), Politiker (SPD), Oberbürgermeister von Solingen (1984–1997), Ehrenringträger (1996)
- Jan Boomers (1927–1999), Maler, Graphiker und Radierer
- Johannes Dinnebier (1927–2021), Designer, Lichtplaner, Lichtturm Gräfrath, Kulturpreis Solingen (1999)
- Klaus Dick (1928–2024), Weihbischof in Köln
- Gaston Thorn (1928–2007), luxemburgischer Politiker und Premierminister, Präsident der Europäischen Kommission, Schärfste Klinge (1978, 1. Preisträger)
- Ernst Albrecht (1930–2014), Politiker (CDU), Ministerpräsident Niedersachsen, Schärfste Klinge (1979, 2. Preisträger)
- Siegfried Grote (1930–2018), Regisseur und Theaterintendant, Kulturpreis Solingen (2002)
- Wolfgang Pasquay (1931–2006), Pianist, Komponist und Musikpädagoge
- Amud Uwe Millies (1932–2008), Maler
- Gyula Horn (1932–2013), ungarischer Politiker, Außenminister, Ministerpräsident, Schärfste Klinge (1992, 7. Preisträger)
- Jutta Limbach (1934–2016), Politikerin (SPD), Rechtswissenschaftlerin, Präsidentin Bundesverfassungsgericht, Schärfste Klinge (2002, 8. Preisträgerin)
- Wolfgang Körber (1934–2020), Architekt, Designer, Hochschullehrer, Maler und Bildhauer
- Erika Rothstein (1935–2015), Politikerin (SPD), Landtagsabgeordnete, Ehrenringträgerin (2012)
- Jürgen Stohlmann (1937–2011), Philologe, Historiker (BGV)
- Lothar Späth (1937–2016), Politiker (CDU), Ministerpräsident Baden-Württemberg, Schärfste Klinge (2005, 9. Preisträger)
- Peter Hölz (* 1937), Verwaltungsbeamter, Kämmerer, Oberstadtdirektor von Solingen (1981–1991), CDU
- Boris Wassiljewitsch Spasski (1937–2025), russischer Schach-Weltmeister (1969–1972) , Schachgesellschaft 1868 Solingen (1980–1990)
- Jürgen Serke (1938–2024), Journalist, Zentrum für verfolgte Künste, Kunstmuseum Solingen
- Gerhard Schneider (* 1938), Kunstsammler, Zentrum für verfolgte Künste, Kunstmuseum Solingen
- Bodo Primus (* 1938), deutscher Schauspieler und Hörspielsprecher
- Jochen Pützenbacher (1939–2019), Radio-Luxemburg-Moderator
- Joachim Gauck (* 1940), Politiker (parteilos), Bundespräsident, Schärfste Klinge (2011, 11. Preisträger)
- Hajo Jahn (* 1941), Journalist, Zentrum für verfolgte Künste, Kunstmuseum Solingen
- Franz Haug (* 1942), Jurist, Politiker (CDU), Oberbürgermeister von Solingen (1999–2009), Ehrenringträger (2009)
- Bernd Wilz (* 1942), Jurist, Politiker (CDU), Landtagsabgeordneter, Bundestagsabgeordneter, Ehrenringträger (2012)
- Jörg Becker (* 1946), Politikwissenschaftler und Gewerkschafter
- Ingolf Deubel (* 1950), Verwaltungsbeamter, Kämmerer, Oberstadtdirektor von Solingen (1991–1997), SPD

### Ab 1951
- Herta Müller (* 1953), rumänisch-deutsche Schriftstellerin, Nobelpreisträgerin (2009), Schärfste Klinge (2014, 12. Preisträgerin)
- Horst Sassin (* 1953), Pädagoge (Gymnasium Schwertstraße), Historiker (BGV)
- Jean-Claude Juncker (* 1954), luxemburgischer Politiker, Finanzminister, Premierminister, Präsident Europäische Kommission, Schärfste Klinge (2008, 10. Preisträger)
- Klaus Fiehe (* 1957), Musiker und Hörfunkmoderator (1 Live)
- Sylvia Löhrmann (* 1957), Politikerin (Grüne), ehemalige Ministerin für Schule und Weiterbildung sowie stellvertretende Ministerpräsidentin des Landes Nordrhein-Westfalen
- Marina Dobbert (* 1958), Politikerin (SPD), Abgeordnete im Landtag von Nordrhein-Westfalen
- Norbert Feith (* 1958), Politiker (CDU), Oberbürgermeister von Solingen (2009–2015)
- Wolfgang Manz (* 1960), Pianist und Musikpädagoge
- Boris Pfaffenbach (* 1962), Mediziner, Hochschuldozent
- Rüdiger Neitzel (* 1963), Sportler (Handball), Olympiazweiter (1984 Los Angeles)
- Marcus Kretzer (* 1965), Pianist und Musikpädagoge
- Cem Özdemir (* 1965), Politiker (Grüne), Bundesminister, Schärfste Klinge (2019, 13. Preisträger)
- Claudia Gahrke (* 1966), Schauspielerin, Hörspielsprecherin und Rezitatorin
- Marina Welsch (* 1966), Schauspielerin, Sprecherin und Malerin, Wahl-Solingerin
- Thomas Becker (* 1967), Sportler (Wildwasser-Kanu), Olympiadritter (1996 Atlanta)
- Mola Adebisi (* 1973), Moderator
- Dunja Hayali (* 1974), Journalistin, Fernseh-Moderatorin, Schärfste Klinge (2024, 14. Preisträgerin)
- Jonas Reckermann (* 1979), Sportler (Beachvolleyball), Olympiasieger (2012 London)